# Sede social del Club Atlético Talleres
La sede social del Club Atlético Talleres se ubica en el centro de la ciudad de Córdoba junto a la Plaza San Martín, el Cabildo y la Catedral, conformando para el Club una "referencia ineludible del patrimonio urbanístico de Córdoba".
La Sede funciona en forma exclusiva para la atención a Socios del Club. Cumple los servicios de renovación de abono fútbol, gestión de nuevos socios, atención a Filiales Oficiales, compra de indumentaria y solicitud de Tarjeta Talleres BBVA. En la sede se encuentra el trofeo de la Copa Conmebol 1999, una tienda de merchandising oficial e información histórica y de actualidad del club.

## Remodelación 2017
Desde el comienzo de la gestión Andrés Fassi el objetivo ha sido recuperar el valor patrimonial del inmueble y dedicarlo con exclusividad para la atención de socios. Los trabajos han sido diseñados y desarrollados integralmente por los equipos de trabajo de las distintas área del Club y desde el comienzo de la gestión, la Sede ha tenido sucesivas modificaciones siguiendo el Plan Trienal de Obras definido por la Comisión Directiva con el objetivo de cuidar el patrimonio institucional, mejorar los espacios de atención y reforzar la identidad e imagen de marca.
En una primera etapa se liberó el sector de oficinas administrativas para ampliar la capacidad de atención al público, en una segunda etapa se renovó mobiliario y se reubicó la tienda y en la tercera se renovó el techo y los pisos, se amplió la tienda oficial y se construyeron nuevos servicios sanitarios. Los trabajos han sido diseñados y desarrollados integralmente por los equipos de trabajo de las distintas área del Club.

## Información
- Dirección: Rosario de Santa Fe 15.
- Teléfono: +54 0351 4282716.
- Horario de atención: Lunes a viernes 10 a 18 y sábados de 09 a 13.